# 秋田温泉
秋田温泉（あきたおんせん）は、秋田県秋田市にある温泉。

## 泉質
- ナトリウム - 塩化物 - 炭酸水素塩泉
  - 源泉温度41.5℃
  - 湯にぬめり感がある

## 温泉街
2軒の温泉旅館と1軒の日帰り温泉施設がある。周囲は完全に住宅街で風情ある温泉街といった雰囲気ではない。
温泉旅館は「秋田温泉プラザ」と「秋田温泉さとみ」で、立ち寄り入浴施設は「温泉センターりらっくす」。
「プラザ」は立ち寄り湯も受け入れている。「りらっくす」は「さとみ」が経営し、これにより宿泊と日帰りを分離している。
源泉は秋田温泉さとみ。

## アクセス
- 鉄道：秋田新幹線、奥羽本線、羽越本線で秋田駅下車、西口より秋田中央交通バス「秋田温泉・蓬田」ゆきか「仁別[1]」ゆきで約20分、「温泉入口」下車。
  - バスはおおむね20分間隔で運行を行っている。
- 車
  - 秋田自動車道 秋田北ICから秋田県道72号秋田北インター線 - 都市計画道路横山金足線 - 秋田県道15号秋田八郎潟線経由、約 6.5 km
  - 秋田自動車道 秋田中央ICから秋田県道62号秋田北野田線 - 秋田県道41号秋田昭和線経由、約 7 km